# Roosevelt (Familie)

Familienwappen

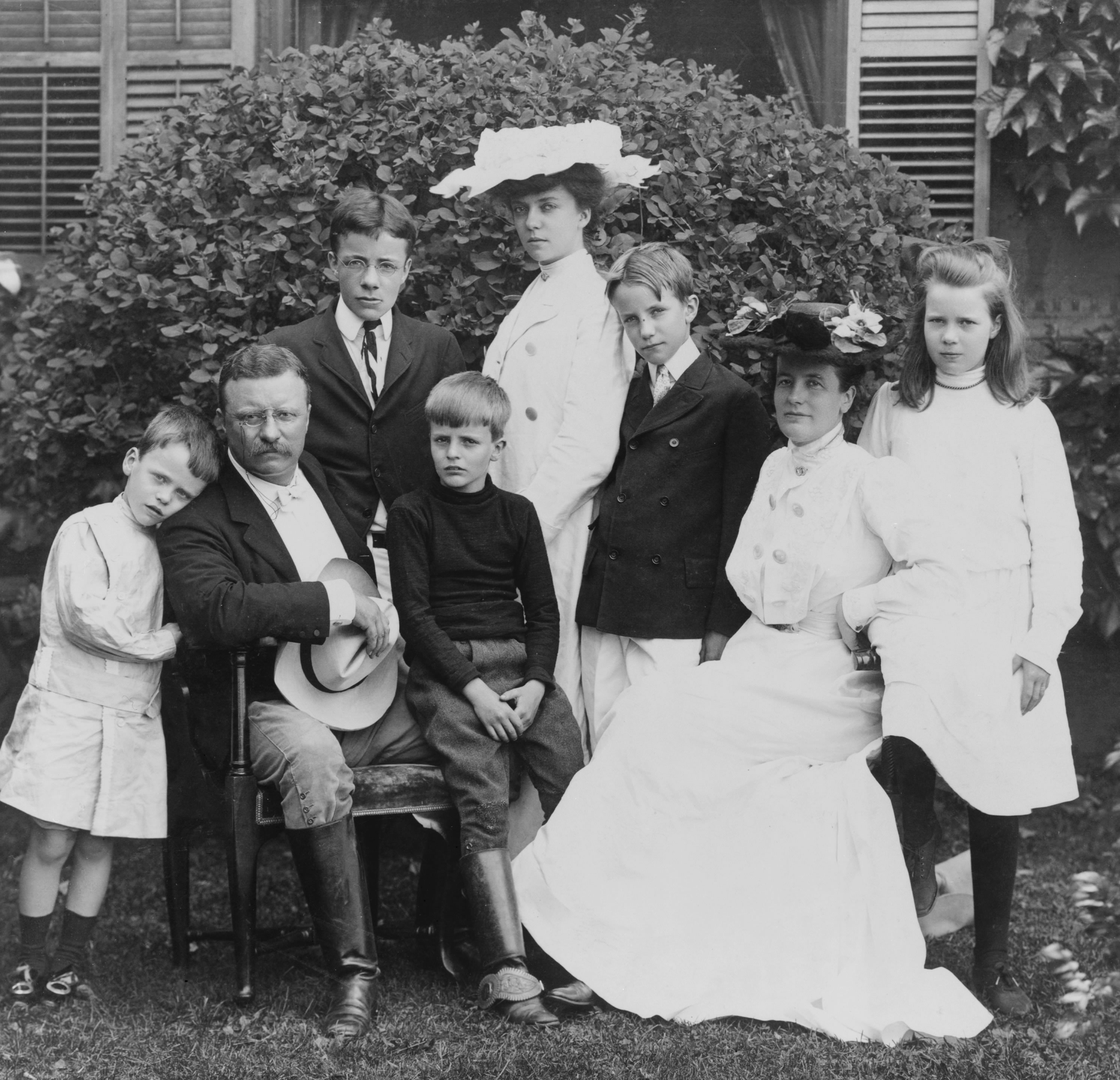
Theodore Roosevelt mit seiner Familie, fotografiert 1903

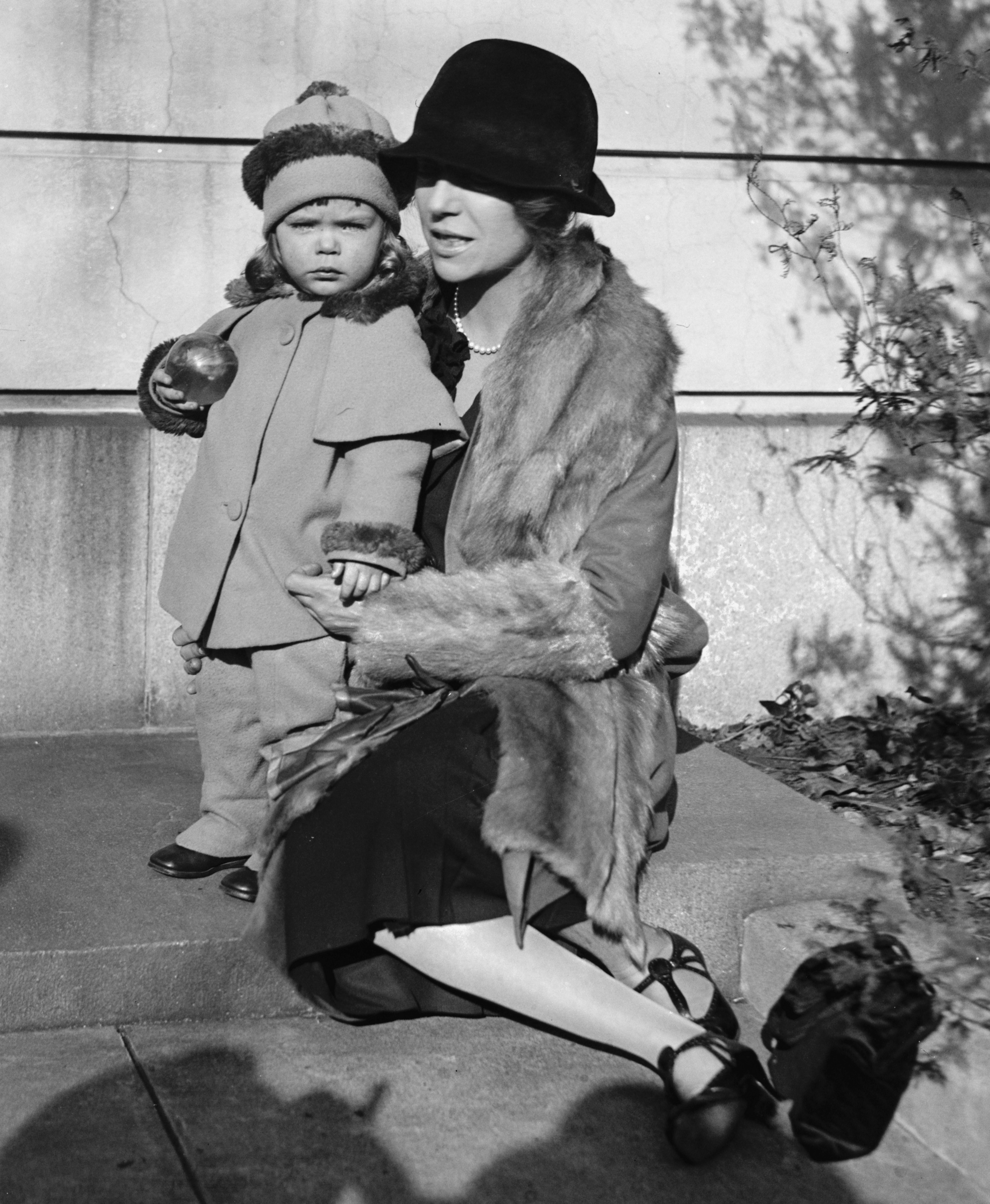
Alice Roosevelt Longworth bei ihrem 43. Geburtstag mit ihrer zweijährigen Tochter Paulina, 1927

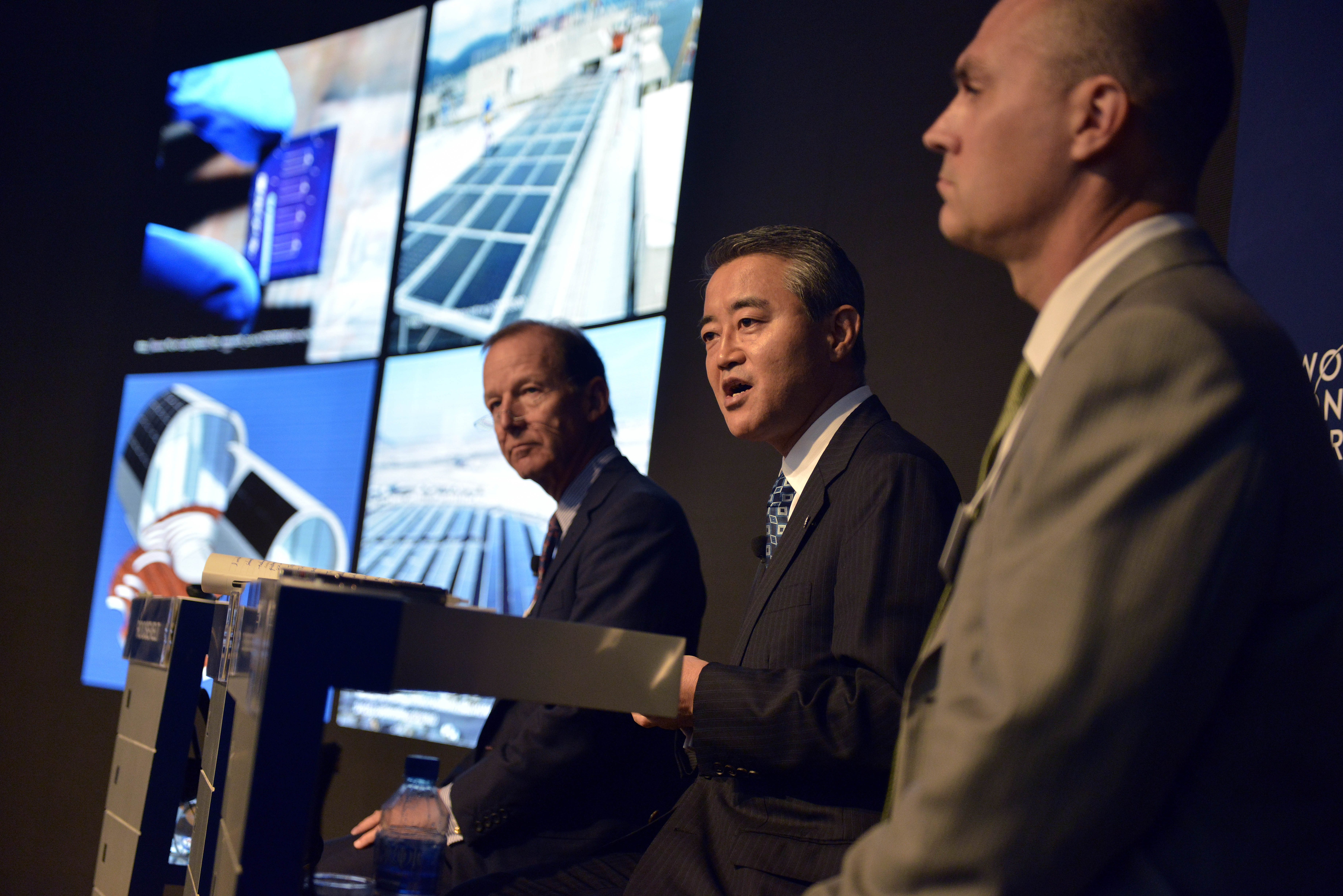
Theodore Roosevelt IV (links) bei einer Podiumsdiskussion auf dem Weltwirtschaftsforum 2012

Die Roosevelt-Familie war eine politisch einflussreiche Familie in der Geschichte der Vereinigten Staaten. Zu ihr gehörten:

## Stammliste
- Cornelius Roosevelt (1794–1871) ⚭ Margaret Barnhill (1799–1861)

1. Silas Weir Roosevelt (1823–1870), ⚭ Mary West (1822–1877)
2. James A. Roosevelt (1825–1898) Geschäftsmann und Bankier ⚭1847 Elizabeth Norris Emlen (1825–1912)
3. Cornelius Van Schaack Roosevelt, Jr. (1827–1887) ⚭ Laura H. Porter (1833–1900)
4. Robert Roosevelt (1829–1906), Mitglied des US-Repräsentantenhauses ⚭ Elizabeth Ellis (1829–1887) ⚭² Marion Theresa O’Shea
5. Theodore Roosevelt senior (1831–1878), Geschäftsmann und Philanthrop ⚭ 1853 Martha Bulloch (1835–1884)
  1. Anna „Bamie“ Roosevelt (1855–1931)
  2. Theodore Roosevelt (1858–1919), Präsident der Vereinigten Staaten ⚭ 1880 Alice Hathaway Lee (1861–1884) ⚭² 1886 Edith Kermit Carow (1861–1948)
    1. Alice Roosevelt (1884–1980) ⚭ 1906  Nicholas Longworth III (1869–1931), Mitglied des US-Repräsentantenhauses
      1. Paulina Longworth (1925–1957) ⚭ 1944 Alexander McCormick Sturm (1923–1951), Mitgründer von Sturm, Ruger & Co.
        1. Joanna Sturm (* 1946)

    2. Theodore Roosevelt junior (1887–1944), Politiker und Offizier ⚭ 1910 Eleanor Butler Alexander (1889–1960)
      1. Grace Roosevelt (1911–1994)
      2. Theodore Roosevelt III (1914–2001) ⚭ 1940 Anne Mason Babcock (1917–2001)
        1. Theodore Roosevelt IV (* 1942) ⚭ 1970 Constance Lane Rogers
          1. Theodore Roosevelt V (* 1976) ⚭ 2008 Serena Clare Torrey

      3. Cornelius Roosevelt (1915–1991)
      4. Quentin Roosevelt (1919–1948) ⚭ 1944 Frances Blanche Webb (1917–1995)
        1. Anna C. Roosevelt (* 1946), Archäologin
        2. Alexandra Roosevelt ⚭ Ronald W. Dworkin
        3. Susan Roosevelt ⚭1975–2002  William Weld (* 1945), Gouverneur von Massachusetts
          1. David Minot Weld (* 1976)
          2. Ethel Derby Weld (* 1977)
          3. Mary Blake Weld (* 1979)
          4. Quentin Roosevelt Weld (* 1981)
          5. Frances Wylie Weld (* 1983)

    3. Kermit Roosevelt (1889–1943), Schriftsteller, Geschäftsmann und Offizier ⚭ 1914 Belle Wyatt Willard (1892–1968), Tochter von Joseph Edward Willard
      1. Kermit Roosevelt junior (1916–2000), Mitarbeiter der CIA ⚭ 1937 Mary Lowe Gaddis
        1. Kermit Roosevelt (* 1938)
        2. Jonathan Roosevelt (1940–2013)
        3. Anne Roosevelt (* 1952)
        4. Mark Roosevelt (* 1955), Hochschulbeamter und Politiker

      2. Joseph Willard Roosevelt (1918–2008)
      3. Belle Wyatt Roosevelt (1919–1985)
      4. Dirck Roosevelt (1925–1953)

    4. Ethel Roosevelt (1891–1977) ⚭ 1913 Richard Derby (1881–1963)
      1. Richard Derby Jr. (1914–1922)
      2. Edith Roosevelt Derby (1917–2008) ⚭ Andrew Murray Williams
      3. Sarah Alden Derby (1920–1999) ⚭ Robert T. Gannett, Senator im Senat von Vermont
      4. Judith Quentin Derby (1923–1973) ⚭ Adelbert Ames III

    5. Archibald Roosevelt (1894–1979) ⚭ 1917 Grace Stackpole Lockwood (1894–1971)
      1. Archibald Bulloch Roosevelt, Jr. (1918–1990) ⚭ Katharine W. Tweed ⚭² 1950 Selwa Roosevelt (* 1929), Chief of Protocol of the United States
        1. Tweed Roosevelt (* 1942)

      2. Theodora Roosevelt (1919–2008), Schriftstellerin ⚭1945 Tom Keogh ⚭² Thomas O’Toole ⚭³ 1980 Arthur Alfred Rauchfuss
      3. Nancy Dabney Roosevelt (1923–2010)
      4. Edith Kermit Roosevelt (1927–2003) ⚭1948–1952 Alexander Gregory Barmine (1899–1987)
        1. Margot Roosevelt

      5. Zachary Theodore (* 1928)

    6. Quentin Roosevelt (1897–1918, gefallen als Jagdpilot im Ersten Weltkrieg)

  3. Elliott Bulloch Roosevelt (1860–1894)
    1. Anna Eleanor Roosevelt (1884–1962), Ehefrau des US-Präsidenten Franklin D. Roosevelt (1882–1945)

  4. Corinne Roosevelt (1861–1933)
6. William Wallace Roosevelt (1834–1835)

## Weitere Mitglieder der Familie
- James I. Roosevelt (1795–1875), Onkel von Robert Roosevelt; Kongressabgeordneter aus New York
- Franklin D. Roosevelt (1882–1945), Cousin 5. Grades von Präsident Theodore Roosevelt; US-Präsident von 1933 bis 1945. Verheiratet mit Eleanor Roosevelt, einer Nichte von Theodore Roosevelt
  - James Roosevelt (1907–1991), Sohn von Franklin und Eleanor Roosevelt, Bruder von Franklin D. Roosevelt junior; Brigadegeneral des United States Marine Corps und Kongressabgeordneter für Kalifornien
  - Franklin Delano Roosevelt junior (1914–1988), Sohn von Franklin und Eleanor Roosevelt, Bruder von James Roosevelt; Kongressabgeordneter für New York

## Filme
- The Roosevelts von Ken Burns (Vereinigte Staaten, 2014).